# 5.ª Flota Aérea (Luftwaffe)

Bandera de la flota aérea alemana 1940 - 1945.

La 5ª Flota Aérea (en alemán Luftflotte 5) fue una de las grandes unidades de la Luftwaffe durante la Segunda Guerra Mundial. Formada el 12 de abril de 1940 en Hamburgo. Su primera intervención, para la que es creada, tiene lugar durante la Campaña de Noruega siendo trasladada a Oslo (Noruega) el 24 de abril de ese mismo año, donde mantendrá su base hasta el final del conflicto.

## Historia
La Luftfflotte 5 será responsable de las operaciones aéreas durante Weserübung y, una vez terminada la misma, de la defensa de los territorios ocupados. Se dividió en varias unidades operativas que controlaban tanto las unidades aéreas como los distritos (Luftgau), que gestionaban tanto las unidades de tierra como las instalaciones.
Durante la invasión de Noruega su unidad principal es el Fliegerkorps X, formado por cuatro alas (Geschwader) de bombarderos y una de cazas, junto a sus unidades de apoyo. Una vez terminada la campaña de Noruega, el Fliegerkorps X actuó en la Batalla de Inglaterra, siendo posteriormente trasladado al Mediterráneo.
El 15 de agosto de 1940 se organiza la mayor operación aérea contra el Reino Unido, el Adlertag (Día del Águila). La Luftfflotte 5 atacó desde sus bases en Escandinavia el norte de Inglaterra; se envió una fuerza formada por 65 bombarderos Heinkel He 111 escoltados por 35 Messerschmitt Bf 110 sobre el noreste de Inglaterra mientras que una formación de 50 Junkers Ju 88, enviados sin escolta, atacaba el aeródromo de la RAF en Great Driffield. En contra de lo previsto, encontraron una fuerte oposición por parte de las aviación británica siendo derribados 16 bombarderos y 7 cazas. A consecuencia de las pérdidas sufridas, la Luftfflotte 5 dejó de intervenir en los combates sobre el Reino Unido.
Tras la invasión de Noruega las operaciones aéreas quedaron bajo el mando del Fliegerführer (Ff) Nord, una formación creada exprofeso con varios Staffeln y Gruppen. En 1941 se crea un mando independiente, el Jagdfliegerführer Norwegen, para las unidades de caza estacionadas en el país nórdico; el total de fuerzas asciende a tres grupos de caza y uno de bombardeo, con algunos escuadrones de caza nocturna y de cazabombarderos más las correspondientes unidades auxiliares.
Administrativamente la Luftfflotte 5 se integra en un único distrito aéreo, Luftgau Kommando (LGK) Norwegen, con mandos subordinados en los aeródromos de Oslo, Kristiansand, Bergen y Stavanger en el sur, Trondheim en el centro, y Narvik y Kirkenes en el norte del país.
El comienzo de la Operación Barbarroja el 22 de junio de 1941 y la entrada de Finlandia en la guerra hace que se cree un nuevo distrito aéreo (LGK Finnland) con base en Rovaniemi con el objeto de coordinar las operaciones aéreas del frente norte.
Un año después, en junio de 1942 el Ff Nord es dividido en tres mandos separados: Ff Nord West con sede en Trodheim, Ff Lofoten con base en estas islas y objetivo principal el ataque a los convoyes destinados a Murmansk y Ff Nord Ost para el apoyo a las operaciones terrestres contra este puerto ruso y las del frente norte. Durante este verano el Ff Lofoten es reforzado con dos grupos de bombarderos específicamente destinados a las operaciones marítimas.
En 1944 esta estructura fue nuevamente reorganizada y así el Ff Nord Ost, tras llamarse brevemente Ff Eismeer, pasó a ser el Ff 3, el Ff Nord West se denominó Ff 4 y el Ff Lofoten cambió su nombre por Ff 5. Simultáneamente el LGK Norwegen se convirtió en el Kommandierende general der Luftwaffe (KG) in Norwegen y el LGK Finnaland pasó a ser el KG Finnland, primero con control sobre Finlandia y más tarde también el norte de Noruega.
Estas formaciones, sin embargo, cada vez fueron más nominales que efectivas según la guerra avanzaba y la Wehrmacht debía retirarse y su fuerza disminuía.

## Comandantes en jefe
- Generalfeldmarschall Erhard Milch, del 12 de abril de 1940 al 9 de mayo de 1940.
- Generaloberst Hans-Jürgen Stumpff, del 10 de mayo de 1940 al 27 de noviembre de 1943.
- General Josef Kammhuber, del 27 de noviembre de 1943 al 16 de septiembre de 1944.

### Jefes de Estado Mayor
- Oberst Dr. Robert Knauss, del 12 de abril de 1940 al 16 de abril de 1940.
- Generalmajor Helmuth Förster, del 16 de abril de 1940 al 9 de mayo de 1940.
- Generalmajor Dr. Robert Knauss, del 9 de mayo de 1940 al 1 de agosto de 1940.
- Oberst Gerhard Bassenge, del 1 de agosto de 1940 al 5 de octubre de 1940.
- Generalmajor Andreas Nielsen, del 20 de octubre de 1940 al 31 de diciembre de 1943.
- Oberst Ernst Kusserow, del 1 de enero de 1944 al 16 de septiembre de 1944.

- Datos: Q702684